# 公同會運動
公同會運動（日语：／），又稱復藩運動（日语：復藩運動），是日本兼併琉球、設置沖繩縣之後，琉球士族階級以琉球末代國王尚泰的兒子尚寅、尚順為中心，發起的琉球人自治運動。

## 過程
甲午戰爭後，遭遇失敗的沖繩親清派與親日派士族合流轉向在日本治下尋求自治。
1895年，《琉球新報》的太田朝敷短暫組成「愛國協會」，隨後組織公同會，主要成員包含尚泰王的次子尚寅、四子尚順，以及知花朝章、高嶺朝教等人。公同會試圖以琉球王室（第二尚氏）成為世襲的沖繩執政者。首里、那霸地方士族紛紛參與連署。1897年，公同會派遣代表前往東京，向日本政府請願：
| 一、法令の定むる所の程度に依り沖縄に特別の制度を施行する事 一、沖縄に長司を置き尚家より親任する事 一、長司は政府の監督を受け沖縄諸般の行政事務を総理する事 一、長司は法律命令の範囲内に於いて其管内に行政命令を発するを得る事 一、沖縄に監視官を常置し中央政府より派遣せらるる事 一、長司の下に事務官を置き法令の定める所の資格に遵い長司の奏薦により選任せられ又は長司自ら任免する事 一、議会を置き各地方より議員を選挙し法令の範囲に於いて公共諸般の事を議せしむる事 一、国庫に納むる租税は特に法律の定むる所の税率に據る事 一、沖縄に要する一切の費用は特に法律に定むる所の税率以内に於いて議会の決議を以って賦課徴収する事 | 一、在法律規定範圍內，在沖繩施行特別制度 一、在沖繩設置「長司」一職，由尚家親任 一、在政府監督下，「長司」總理沖繩行政事務 一、在法律規定範圍內，「長司」得發布行政命令 一、中央在沖繩常設監視官 一、在法律規定範圍內，「長司」得任免轄下事務官 一、在法律規定範圍內，由各地方議會選舉之議會得議論公共事務 一、租稅及稅率應由法律定之 一、在法律規定範圍內，沖繩之賦課徵收應經過議會決議 |

但是日本政府拒絕請願，公同會運動最終自然解散。

### 註腳
1. ↑  . 鹿児島新聞. 1897-07-18.
2. 1 2  松永歩.  (PDF). 政策科学. 2009-02, 16 (2): 113-126. doi:10.34382/00004811.
3. ↑  国場幸太郎. 新川明; 鹿野政直 , 编. . 岩波書店. 2019-06-14. ISBN 978-4-00-603313-2.